# Youjo Senki
Військова історія маленької дівчинки, відома в Японії як Youjo Senki (яп. 幼女戦記), — японська новела, яку написав Карло Дзен і проілюстрував Сінобу Сіноцукі. Сайт enterbrain опублікував сім томів з 31 жовтня 2013 року. Адаптація манги з мистецтвом Тіка Тодзьо почала виходити в журналі видавництва Kadokawa Shoten за Comp Ace з 26 квітня 2016 року.
Адаптація аніме відбулася 6 січня 2017 року.

## Сюжет
Атеїстичний офісний службовець в момент свого вбивства, стикається з самоправедною сутністю, яка представляється як «X». Сутність засуджує чоловіка за те, що той не вважає «X» Богом і відправляє його на відродження в Світ, подібний нашому, але часів Першої світової війни, змішаний з ранніми аспектами Другої світової війни та магією, в імперію, розірваній незліченними війнами з усіма сусідніми країнами. Герой відроджується як дівчина на ім'я Таня Деґуршафт. За словами «X», якщо героїня не зможе померти природною смертю, або вона відмовляється вірити в Нього, її душа вийде з кола і буде послана в пекло за незліченні гріхи, які Таня здійснила у своєму попередньому житті. У пошуках втечі Таня вирішує вступити в дивізію магів імперії та боротися у світовій війні, сподіваючись досягти максимально високого рангу, щоб якнайшвидше залишитися далеко від поля битви, і таким чином уникнути ризику загинути. Дуже швидко Таня з хлопчикоподібної дівчинки перетворюється на жорстокого солдата, для якої пріорітетом є власна кар'єра . При русі по кар'єрній драбині вона не зупиняється ні на крок, навіть коли на кону стоїть життя людей, що перебувають під її командуванням, особливо тих людей, які ставляться до неї погано.

## Персонажі

### Основні
Таня Деґуршафт (яп. ターニャ・フォン・デグレチャフ) У колишньому житті — чоловік, японський офісний працівник. Загинувши в реальному світі, персонаж постав перед особою Бога, сильно незадоволеного тим, яке життя вів покійний. У покарання герой був реінкранований в альтернативному світі (схожому на реальний часів Першої світової, де існує та застосовується у військових цілях магія) у тілі маленької дівчинки на ім'я Таня Деґуршафт. Тепер уже героїня, вона, не дорісши до повноліття, проте маючи знання з попереднього життя, вступає до лав армії Імперії та вирушає на фронт. Своє нове життя Таня вирішує присвятити швидкому кар'єрному зростанню у військовій справі, аби, отримавши високий чин, якомога швидше опинитися в тилу та спокійно жити. 
Посідаж друге місце за успіхами серед випускників військової академії. Вже під час навчання була відома через готовність страчувати на місці своїх підлеглих, якщо вони відмовляються підкорятися наказам. Також відома за бездоганну службу на фронті і нагороджена медаллю "Срібні крила" за свій перший повітряний бій, найпочеснішою нагородою, що, зазвичай, вручається лише посмертно. За свою непереможність та лють у бою вороги назвали її Дияволом Райну.
Сейю — Аой Юкі
Вікторія Іванівна Серебрякова (яп. ヴィクトーリヤ・イヴァーノヴナ・セレブリャコーフ (ヴィーシャ)) Маг, Імперська авіація. Після закінчення школи Вікторія призначається як додатковий персонал взводу в авангард, де отримує звання капрала третього взводу Імперської армії і служить під командуванням Тані Деґуршафт. Розсіяна і дуже скромна дівчина. При бажанні здатна перебороти себе і виконати заданий наказ, навіть при тому, що у неї може і не вистачити на це сил. Як солдат, поступово зростає перед Танею. Згідно з мангою, її сім'я емігрувала з Русії після комуністичної революції в країні.
Сейю — Хаямі Саорі

### Другорядні
Еріх фон Реруген (яп. エーリッヒ・フォン・レルゲン) Віце-директор, відповідальний за стратегію та план операцій. Був підвищений зі звання майора до підполковника, відзначившись своїм старанням і прекрасними результатами на службі.
Сейю — Мікі Сін'їтіро
Ганс фон Цеттур (яп. ハンス・フォン・ゼートゥーア) Один з генералів в Імперській армії. Раціоналіст, володіє великими знаннями і досвідом у військовій справі. Тепер є заступником начальника логістики в головному управлінні кадрів.
Сейю — Оцука Хотю

## Медіа

### Романи
Карло Дзен і проілюстрована Сінобу Сіноцукі. Він був написаний як новела серіалізовать на веб хостинг вебсайт роману Аркадія, до придбання по сайту enterbrain. Перший том вийшов 31 жовтня 2013 року, і станом на 28 грудня 2016 року вийшло сім томів. CD вийшов з третього тому.
| № | Назва                          | Дата виходу (Японська) | ISBN (Японська)        |
| - | ------------------------------ | ---------------------- | ---------------------- |
| 1 | Deus lo vult                   | Жовтень 31, 2013       | ISBN 978-4-04-729173-7 |
| 2 | Plus Ultra                     | Травень 31, 2014       | ISBN 978-4-04-729569-8 |
| 3 | The Finest Hour                | Листопад 29, 2014      | ISBN 978-4-04-730037-8 |
| 4 | Dabit deus his quoque finem.   | Червень 29, 2015       | ISBN 978-4-04-730474-1 |
| 5 | Abyssus abyssum invocat        | Січень 30, 2016        | ISBN 978-4-04-730902-9 |
| 6 | Nil admirari                   | Липень 30, 2016        | ISBN 978-4-04-734210-1 |
| 7 | Ut sementem feceris, ita metes | Грудень 28, 2016       | ISBN 978-4-04-734407-5 |

### Манґа

#### Список томів манґи
| № | Дата виходу (Японська) | ISBN (Японська)        |
| - | ---------------------- | ---------------------- |
| 1 | 10 грудня 2016         | ISBN 978-4-0410-5125-2 |
| 2 | 26 грудня 2016         | ISBN 978-4-0410-5126-9 |
| 3 | 26 січня 2017          | ISBN 978-4-0410-5127-6 |
| 4 | 10 квітня 2017         | ISBN 978-4-0410-5533-5 |
| 5 | 10 травня 2017         | ISBN 978-4-0410-5534-2 |
| 6 | 9 червня 2017          | ISBN 978-4-0410-5766-7 |

### Аніме

#### Список серій
| No. | Назва                                                      | Дата виходу       |
| --- | ---------------------------------------------------------- | ----------------- |
| 1   | Диявол Райну «Rain no Akuma» (ラインの悪魔)                | Січень 6, 2017    |
| 2   | Пролог «Purorōgu» (プロローグ)                             | Січень 13, 2017   |
| 3   | Божа воля «Kami ga Sore o Nozomareru» (神がそれを望まれる) | Січень 20, 2017   |
| 4   | Життя у кампсі «Kyanpasu Raifu» (キャンパス・ライフ)       | Січень 27, 2017   |
| 5   | Мій перший батальйон «Hajimari no daitai» (はじまりの大隊) | Лютий 3, 2017     |
| 6   | Початок божевілля «Kyōki no makuake» (狂気の幕開け)        | Лютий 10, 2017    |
| 6.5 | Доповідь про Війну «Senkyō hōkoku» (戦況報告)              | Лютий 17, 2017    |
| 7   | Битва фіорді «Fiyorudo no kōbō» (フィヨルドの攻防)         | Лютий 24, 2017    |
| 8   | Випробування вогнем «Hi no Shiren» (火の試練)              | Березень 3, 2017  |
| 9   | Приготування до атаки «Zenshin Junbi» (前進準備)           | Березень 10, 2017 |
| 10  | Шлях до перемоги «Shōri e no michi» (勝利への道)           | Березень 17, 2017 |
| 11  | Опір «Teikōsha» (抵抗者)                                   | Березень 24, 2017 |
| 12  | Що робити з перемогою «Shōri no tsukaikata» (勝利の使い方) | Березень 31, 2017 |